# نیروگاه برق آبی سولبرگفاس
نیروگاه برق آبی سولبرگفاس (به لاتین: Solbergfoss Hydroelectric Power Station) یک سد وزنی و نیروگاه جریانی روزمینی در نروژ است که در آشیم واقع شده‌است.